# Cántabro (lingüística)

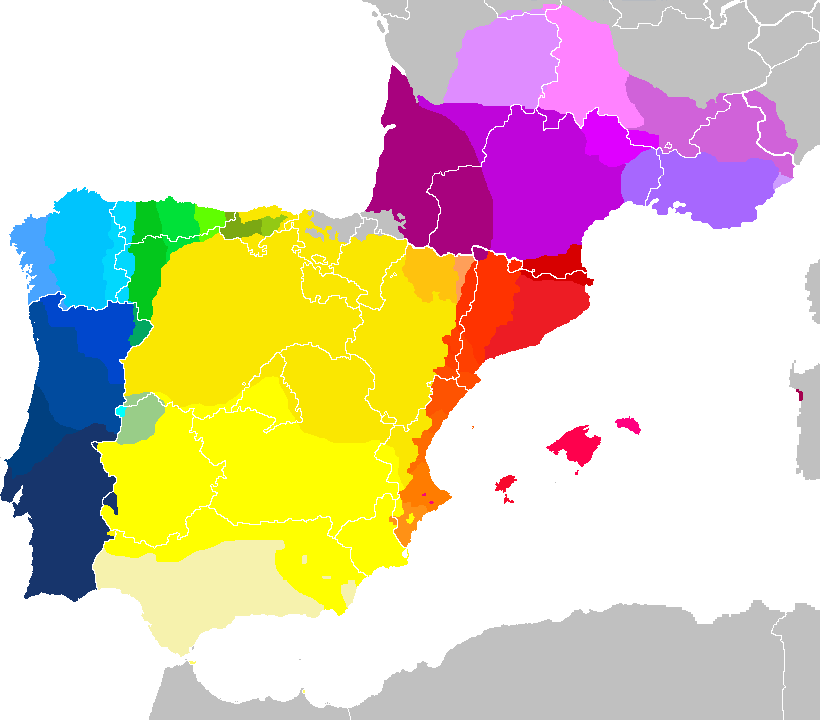
Extensión de los dialectos asturleoneses en la península ibérica

El cántabro, montañés o habla montañesa (endónimo: montañés o cántabru) es una variedad lingüística romance propia de Cantabria (España). Menéndez Pidal consideraba al montañés como un dialecto del idioma asturleonés (que él llamaba leonés), junto al asturiano y el leonés, el habla sayaguesa, el charro, y otros menores. La denominación de cántabro parece ser más moderna, aunque el profesor Araujo ya la usó en 1914 en un artículo de la revista La España Moderna para referirse a ella como dialecto del castellano.
El cántabro, como también el extremeño, tiene características comunes tanto con el castellano como con el asturleonés, que integra a las variedades lingüísticas conocidas comúnmente por los glotónimos mirandés, asturiano y leonés. Diversas cuestiones tales como el sustrato, las influencias de adstrato (zona de contacto con el euskera y fuerte relación con territorios castellanohablantes) la incorporación más temprana a la Corona de Castilla frente a otros territorios del diasistema, hacen que el cántabro adquiera ciertas diferencias y personalidad frente a las otras modalidades lingüísticas de dicho diasistema.
No obstante, la Unesco considera al cántabro como un dialecto asturleonés, lengua que incluyó en 2009 en su "libro rojo" de lenguas en peligro como "en peligro claro de desaparición".
El declive del montañés ya señalado por Pidal y otros autores se manifiesta en la restricción de su uso a zonas rurales y a personas de avanzada edad, o algunas voces y localismos ya recogidos en el diccionario de la Real Academia. Así en Cantabria se habla un castellano común con algunas características especiales en zonas donde aun quedan residuos del habla montañesa. En algunas zonas de Cantabria se mantiene la "u" final en los sustantivos, adjetivos y participios singulares del acusativo de la segunda y cuarta declinaciones del latín -sufijo um-, con pérdida de la "m".
Gran parte de las características propias del cántabro han sido perdidas, de manera que las variedades lingüísticas habladas en Cantabria han sido consideradas por algunos autores como dialectos del español influenciados por el asturleonés.

## Aspectos históricos, sociales y culturales

### Distribución geográfica y primeras referencias
Según diversos criterios, pueden incluirse como cántabro las variedades de habla de diversas zonas de Cantabria. Atendiendo a la toponimia, el influjo montañés o cántabro, muy castellanizado, se habría extendido a las zonas limítrofes vizcaínas de Lanestosa y Carranza. La influencia cántabra es además verificable en la lexicografía y morfosintaxis del habla del valle burgalés de Sotoscueva Según el filólogo novalense Francisco García González, los antiguos concejos cántabros, asturianos desde 1833, de Peñamellera Alta, Peñamellera Baja y Ribadedeva, están en la órbita de las hablas cántabras.

“unu mulu in C solidos […], usu terre pretiu quantu placitu”
Colección diplomática de la Abadía de Santa Juliana. A. D. Santillana. Pergaminos, 5.

Los primeros ejemplos del cántabro pueden encontrarse en los cartularios, como Santo Toribio de Liébana, Santa María de Piasca, Santa Juliana de Santillana o Santa María del Puerto. 

"que cabe un quarteru de semient, et dos modios [...]. En Combuey otra tierra que cabe un sextu de semient con un nozal. En Campu I ortal con rateron de nuzes et de maçanas [...]. en la vega de Campu un pradu, la quarta del, y aluego otra faza [...]. Al foial del pozu [...]. Al peral rumeru una tierra que cabe un quarteru [...]. Al pozu una tierra en que cabe un sexteru [...]. Al Posadoriu [...] un quarteru"
Cartulario de Santo Toribio de Liebana, fol. 58 v.º, núm. 203.

En dichos cartularios aparecen pequeños fragmentos escritos en el romance propio de la Cantabria medieval, así como topónimos y sustantivos insertos en textos escritos íntegramente en latín, que documentan la existencia de rasgos plenamente asturleoneses en contraposición al castellano que iba evolucionando paralelamente al sur de la cordillera.

"damos et otorgamos a vos don Peidru, el çapateru de Puxayo [...] heredannos a derredor del un cabu Mari Pelaz mi tia, del otru cabu Iohan de Sobrado, de iuso mio sobrinu Gregorio, del otro cabu Roy Pelaz de Dobres, del otru cabu Alvaro de Campu, que la ayadez por siempre [...]. Ferrant Gonzalez merinu mayor del rey"
Cartulario de Santo Toribio de Liébana, fol. 59, núm 205.

Los documentos medievales permiten comprobar la existencia de vocalismo: juyz (juez), mugier (mujer), eglisia (iglesia), hy (ahí), conusçuda (conocida), metu (metió), uy (hoy), justi (justo), çimienterio (cementerio), unu (uno), faru (faro), Rivila (Revilla); palatalización: llameo (lameo), llama (lama), llos (los), llanderas (laderas), islla (isla); o yeísmo: yera (lera); entre muchos otros ejemplos.

"Si algun omne esti pletu quisier crebantar, sea maldictu ye descomungadu ye con Iudas traidor en infiernu damnadu; ye peche en cotu LX morabetinos"
Cartulario de Santa María de Piasca, fol. 49r-49v, núm 1877.

| Nombre actual | Nombre medieval             |
| ------------- | --------------------------- |
| Alfonso       | Allefonsi (1195)            |
| Catalina      | Catelelyna (1393)           |
| Diego         | Diacu (1072)                |
| Domingo       | Domingu (1267)              |
| Eulalia       | Olaya (1249), Ollaya (1279) |
| Julián        | Illan (1285)                |
| Juliana       | Yllana (1271)               |
| Leocadia      | Localla (1228)              |
| Leonor        | Alionor (1204)              |
| Pedro         | Petru (1089), Peidru (1257) |
| Pelayo        | Pelay (1271)                |
| Rodrigo       | Rudericu (1259)             |
| Saturnino     | Sadorninu (1262)            |
| Sebastián     | Sabastiano (1086)           |
| Tello         | Tellu (1086)                |
| Teresa        | Taresa (1084)               |
| Toribio       | Turibio (1190)              |
| Vicente       | Vicenti (1288)              |

También pueden encontrarse ejemplos de mantenimiento de rasgos gramaticales que, con posterioridad, se han perdido. Un ejemplo es la utilización del pronombre átono en función de complemento indirecto (-y, -yos, -ys), existente en asturiano pero que el cántabro ha perdido con el tiempo. Algunos ejemplos son: fue-y (le fue), auiamos-y (le habíamos), enterrar-y (enterrarle), do-hi (le doy), ponemos-y (le ponemos), mandamos-y (le mandamos), mando-y (le mando), que-y fizierdes (que le hicieses), vos-y fiziertes (le hicieseis vos), estando-yn (estándoles), seyendo-yn (siéndoles), paresçio-yn (les pareció).
Con la aparición de la prensa escrita en Cantabria, el cántabro comenzó a ser utilizado para expresar el lenguaje coloquial de las gentes llanas, para transmitir pequeñas historias publicadas por fragmentos o para contar cuentos y leyendas de la tierra.

-¡Mal añu p'al enemigu malu! ¿No vos podéis estar callaus tan siquiera un ratucu ó dirvos con mil d'a caballu á dá guerra á otra parte, condenaus?

-Pus cuéntenus un cuentu.
-¿Y qué cuentu querís que vos cuenti, si vos he contau sinfinidá, y aunqui supiera más que Brijan...?
-¿Quién es Brijan, güela?

-El mesmu Pateta que cargui con vusotros, ¿sabís? ¡Júosus, Júosus! Si hasta ofender á Dios l'hacen á una estos empecatáus de críos.
Juan Sierra-Pando. "La Onjana y el Sevillanu", El Cantábrico, Santander, 8 de septiembre de 1905

### Hablantes
Actualmente, el cántabro o montañés está restringido a contextos lingüísticos muy particulares. La pérdida constante de hablantes se ha debido a la falta se transmisión generacional, estando la mayoría de los que quedan dentro de un perfil que corresponde a una persona mayor que vive en un ambiente rural, lo que ha influido en su inclusión como lengua en peligro por la UNESCO, con creciente castellanización de las áreas rurales. En la mayor parte de su zona de extensión en la práctica se utiliza un habla intermedia entre el castellano y un cántabro tradicional. Asimismo, está prácticamente desaparecido de los grandes centros urbanos.
No se conocen datos precisos del número de hablantes. Pidal, García-Lomas, Rodríguez Castellano, Ealo y otros, han señalado un claro proceso de regresión. Pese a todo, todavía se pueden encontrar hablantes patrimoniales en algunos puntos, tales como en la Comarca de los Valles Pasiegos, Tudanca, Carmona, Soba y Herrerías.
Manuel Alvar, en su Dialectología Española, ya indicaba que, aunque podía considerarse como desaparecido el dialecto antiguo, ciertos rasgos, como es el caso de la aspiración, pervivían en hablantes rústicos. También los costumbristas connotaban la clase social de sus personajes por medio del uso de un lenguaje especial, indiferenciado, en ocasiones, rasgos vulgares de los propiamente dialectales. Refiriéndose a Cantabria, cabría decir que lo que pueda quedar de sus hablas, sólo es detectable en hablantes pertenecientes a ambientes rurales.

### Apoyo institucional y social
Existen unas pocas asociaciones para la recuperación del patrimonio lingüístico cántabro que impartían cursos de lengua en Santander y Torrelavega, actualmente ya no se hacen. También ha habido recogida de firmas con el fin de que se declare Bien de Interés Cultural, si bien la consejería emitió un informe desfavorable hacia dicho proyecto, en donde literalmente mentaba que: «...al igual que ocurre en otros lugares de España, el español que se habla en Cantabria presenta algunas particularidades o rasgos propios (…) de lo que no puede deducirse que conformen ni un dialecto ni un idioma, sino una variante conocida como habla cántabra o montañesa. Se trata, eso sí, de un habla que incorpora sus peculiaridades al español que se habla en Cantabria. Por tanto, sin que tenga suficiente entidad cultural como para considerarlo una manifestación de la identidad de Cantabria».
Durante el transcurso del 2008 se produjo la publicación del segundo diccionario cántabro-castellano que contó con la colaboración de la Consejería de Cultura del Gobierno de Cantabria así como del "Mapa de toponimia tradicional de Cantabria" que se repartió por colegios y bibliotecas de Cantabria.
Algunos partidos políticos minoritarios de Cantabria, como los extintos Unidad Cántabra y Conceju o la actual formación soberanista Cantabristas, reclaman a las instituciones el reconocimiento de la lengua cántabra. Asimismo, solicitan que se adopten medidas para protegerla, enseñarla y fomentar su uso.
Por su parte, el expresidente de Cantabria, Miguel Ángel Revilla, ha mostrado en alguna ocasión su opinión sobre este tema, afirmando que el cántabro "solo es castellano mal hablado". así como "Si yo tuviese una lengua en Cantabria la defendería con uñas y dientes" en una entrevista concedida al diario El País el 5/8/2015  y más tarde en el programa de televisión El Hormiguero. 
En la actualidad no hay ningún partido político con representación que defienda el reconocimiento de la lengua cántabra, quizá ello guarda relación con el escaso apoyo social con el que cuenta. 

### Denominación "cántabro" o "montañés"
Las preferencia de uso de una u otra denominación está determinada por los que eligen el término “montañés” como el nombre tradicional utilizado por algunos escritores costumbristas y, teóricamente, con una mayor posible aceptación entre la población rural mientras que los otros sectores entienden que ese término no es adecuado, dado que La Montaña es una comarca de Cantabria que no se corresponde ni sirve de identificativo para la totalidad de los habitantes de la región. Por otro lado, también es cierto que el topónimo "La Montaña" se ha usado durante siglos, por antonomasia, para englobar todos los territorios cántabros, mucho más allá de las actuales fronteras provinciales.
Según encuestas publicadas en el Atlas lingüístico y etnográfico de Cantabria de Manuel Alvar y el Language loyalty and linguistic variation a study in Spanish Cantabria de J.C. Holmquist) sólo en 5 puntos encuestados, situados todos ellos dentro de la comunidad, se respondía montañés ante la pregunta "¿qué es lo que habla usted?", mientras que en otros puntos fuera de ella se respondía con el nombre de la comarca: pasiegu, lebaniegu, campurrianu.

### Variantes
Pese a lo afirmado comúnmente, el cántabro presenta bastante uniformidad. Sin embargo, existen las variaciones locales, como en toda lengua no estandarizada, no haber gozado de oficialidad y estar sometido a una fuerte presión por parte del castellano. A grandes rasgos el cántabro presenta dos grandes dialectos: el occidental y el oriental. La divisoria entre ambas variantes la marcan el río Saja y el Pas que son occidental y oriental, respectivamente. En la cuenca del Besaya encontramos una frontera discontinua con zonas de hablas de transición entre los dos dialectos que emplean rasgos de uno y otro lado. Así mismo, dentro del cántabro occidental se distingue un subdialecto al sur de la cordillera, probablemente consecuencia de una mayor castellanización, y en cántabro oriental una variante encartada o veciana más allá del Agüera que recupera algunos de los rasgos propios del dialecto occidental.
Las diferencias fundamentales entre los dos dialectos son:
- Terminación del masculino plural en –os en el occidental y en –us en oriental (salvo en el subdialecto veciano que hace –os). Ej.: perros, perrus. Las hablas de transición del Besaya presentan esta característica como en el occidental.
- Nombres propios, verbos, numerales, pronombres, adverbios y artículos en cántabro occidental se hacen en –o (a excepción de los nombres de los barrios, de los participios en singular y del artículo contable lu) En oriental lo hacen todo en –u. Ej: Paulo-Paulu, diendo-diendu, cinco-cincu, ello-ellu, lo mejor-lu mejor (incontable).
- Uso en oriental de adverbios de cantidad con terminación en femenino para con sustantivos de neutro de materia. Ej.: poca conocimientu, mucha cementu, mucha pelleju…
- En oriental cierre en un grado de la vocal átona final –e en –i en todos los casos. Ej.: organizacionis, Lus Poblis (barrio de Selaye [en cast. Selaya]), tréboli, vivin, visti…

En occidental este rasgo se registra sólo en los siguientes casos:
- Pronombres demostrativos (esti, esi).
- Pronombre personal le: li
- Presentes de indicativo y subjuntivo de los verbos de la segunda conjugación (bebi, comin, escuendis, jacin…).
- Imperativo de los verbos de la segunda conjugación (atiendi, bebi, cuesi, cuéi…).
- Indefinidos de las tres conjugaciones (cantesti, triji, juisti…).
- En algunos términos esporádicos (juenti, tardi, lechi…).
- Nombres de algunas localidades (Ruenti, Vispieris, San Vicenti…). Las hablas de transición del Besaya presentan este rasgo con las mismas características que el oriental.
- Utilización de los pronombres de tercera persona en la función de Complemento Directo:

|                             | Cántabro occidental | Cántabro oriental |
| --------------------------- | ------------------- | ----------------- |
| [+contable] [+masculino]    | lu                  | li                |
| [+contable] [+femenino]     | la                  | la                |
| [-contable] (masc. o fem.). | lo                  | lu                |
- Aspiración de la –H y –F. Frecuente en occidental salvo en el subdialecto del sur, donde es inexistente a excepción de Campoo de Arriba. En el oriental, constatable fuertemente en la toponimia, sólo se conserva con una cierta vitalidad en los valles más cercanos al Besaya. En el resto del territorio se mantiene ante los diptongos –ue, –ui y en restos lexicalizados.

A través de los estudios de Carlos Ealo López (Situación actual de las hablas de origen asturleonés en Cantabria del 2003) y Lorenzo Rodríguez Castellano (Estado actual de la H aspirada en la provincia de Santander de 1954) podemos comprobar la drástica reducción de la aspiración en el cántabro oriental en apenas 50 años, llegando, en 1954, hasta casi el Río Campiezo, en Trasmiera y, en la actualidad, no pasando de Piélagos, Toranzo y Villafufre. Salvo pequeñas islas con aspiración esporádica algo más fuerte en torno a Liérganes, San Roque de Riomiera y Ribamontán.
Actualmente no existe ninguna forma estandarizada del cántabro, pero las diversas organizaciones que trabajan por la recuperación de este patrimonio lingüístico suelen adoptar ciertas formas estandarizadas acordes con las hablas de transición que presentan rasgos de los dos dialectos.
Existen varias traducciones de literatura a estas formas estandarizadas, entre las que se encuentran las del cómic de Tintín La Isla Negra, El Quijote y El Principucu, la edición de Le Petit Prince.

## Descripción lingüística

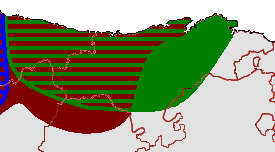
Fonética del montañés a principios del. Zona de palatalización de la l: rojo; Zona de aspiración de la h: verde; Límite de la f inicial del asturiano: azul.

Mapa dialectal de Cantabria a principios del s. XX:
Liébana: Reminiscencias del asturleonés.
Nansa, Saja, Besaya (núcleo del montañés): Fonética montañesa característica, arcaísmos, influencia latín vulgar.
Pas: Sustratos del asturleonés, fonética pasiega característica, arcaísmos, influencia latín vulgar.
Trasmiera, Asón: Matices dialectales propios.
Costa occidental: Sustratos del astur-leonés y del montañés.
Agüera: Tenues sedimentos translaicios vascos.
Campoo: Reminiscencias del castellano antiguo y del montañés.

En el conjunto de consonantes destaca la conservación de la fricativa glotal sorda (/h/) como evolución de la f- inicial latina, así como las fusiones [x-h]. La conservación de la fricativa glotal sorda era habitual en el castellano medio, antes de que la /h/ en palabras como /humo/, del latín fumus, resultara en /umo/. Todos los dialectos cántabros conservan la /f/ antes de consonantes, como en /'fɾi.u/ (frío), igual que el castellano y el asturleonés.
| Rasgo | Dialectos occidentales | Dialectos orientales | Dialectos orientales            | Glosa                    |
| Rasgo | Dialectos occidentales | Valles costeros      | Valles interiores               | Glosa                    |
| ----- | ---------------------- | -------------------- | ------------------------------- | ------------------------ |
| f+C   | /f/ /'fɾi.u/           | /f/ /'fɾi.u/         | /f/ /'fɾi.u/                    | frigĭdus frío            |
| f+w   | /h/ /'hue.gu/          | /f/ /'fue.gu/        | /f/ o /x/ /'hue.gu/ o /'xue.gu/ | focus hogar, luego fuego |
| f+j   | /h/ /'hie.ru/          | Ø /'ie.ru/           | Ø /'ie.ru/                      | ferrum hierro            |
| f+V   | /h/ /ha'θeɾ/           | Ø /a'θeɾ/            | Ø /a'θeɾ/                       | facĕre hacer (verbo)     |

La fusión de [x - h] es típica en la mayoría de los dialectos cántabros costeros occidentales y orientales, donde [x] se fusiona con [h]. Sin embargo, los dialectos orientales de los valles interiores han fusionado [h] con [x]; además, hay hablantes mayores que no tienen ningún tipo de fusión, distinguiendo completamente el par mínimo /huegu/ - /xuegu/ (fuego - juego).
| Dialectos occidentales | Dialectos orientales | Dialectos orientales | Glosa                    |
| Dialectos occidentales | Valles costeros      | Valles interiores    | Glosa                    |
| ---------------------- | -------------------- | -------------------- | ------------------------ |
| [h] ['hue.ɣ̞u]          | [h] ['hue.ɣ̞u]        | no, o [x] ['xue.ɣ̞u]  | iocus broma, luego juego |

Otras características son comunes a la mayoría de los dialectos astur-leoneses; algunas de estas son:
- Uso de /u/ como morfema de género masculino singular: la mayoría de los dialectos usan una vocal cerrada central redondeada [ʉ], como morfema masculino, aunque solo los dialectos orientales han mostrado el contraste [ʉ] - [u].
- Oposición entre los morfemas de género masculino singular y plural. Los límites dialectales de esta característica se suelen usar para representar los dialectos occidentales y orientales:  
  - Los dialectos occidentales oponen el marcador /u/ masculino singular al marcador /os/ masculino plural. Ej. perru (perro) pero perros (perros).
  - Los dialectos orientales solían oponer /ʉ/+metafonía (masc. sing.) a /us/ (masc. plural). Ej. pirru ['pɨ.rʉ] (perro) pero perrus (perros). Esta oposición está casi perdida y solo unos pocos hablantes del dialecto pasiego aún la usan. Hoy en día, la situación más común es la no-oposición, usando /u/ como morfema masculino tanto en singular como en plural.
- Neutro de materia: esta característica marca la incontabilidad en sustantivos, pronombres, artículos, adjetivos y cuantificadores. Como en el astur-leonés general, el morfema neutro es /o/, produciendo una oposición entre pelo (el pelo) y pelu (un mechón de pelo),  sin embargo el desarrollo actual de esta característica varía de un dialecto a otro: 
  - La mayoría de los dialectos occidentales han perdido recientemente esta distinción en la morfología nominal y adjetival, fusionando la morfología masculina y neutra (pelu para ambos ejemplos anteriores), aunque manteniendo esta distinción en los pronombres, cuantificadores y artículos, así lo (eso, neutro) se referiría a pelu (el pelo, incontable), pero lu (eso, masculino) se referiría a 'pelu (mechón de pelo, contable).
  - Los dialectos orientales muestran un comportamiento más complejo, con la metafonía como el principal mecanismo para la distinción neutra. Debido a esto, la morfología final de palabra no era tan importante, y las mutaciones en las sílabas acentuadas y anteriores juegan un papel más importante. Así, estos tendrían ['pɨ.lʉ] (mechón de pelo, contable) y ['pe.lu] (el pelo, incontable), lo mismo se aplica para los adjetivos. Asimismo, los dialectos orientales modificaron sus sistemas pronominales para evitar malentendidos, reemplazando lu con li (originalmente pronombre dativo) como pronombre acusativo singular de tercera persona, y usando lu para el neutro de masa. Sin embargo, esta distinción se ha perdido gradualmente y ahora solo se conserva en algunos hablantes mayores del dialecto pasiego. Una característica única de estos dialectos es el uso de cuantificadores femeninos concordantes con sustantivos neutros, como: mucha pelu (mucho pelo).
- Caída de la -r de los infinitivos verbales cuando se añaden pronombres clíticos. Esto resulta en cantar (cantar) +la (ella, femenino) = cantala.
- Preferencia de los tiempos verbales simples sobre los complejos (compuestos), ej. "ya acabé" (ya terminé) en lugar de "ya he acabáu" (ya he terminado).

### Fonética y fonología[31]

#### Vocalismo
- Como en asturleonés, castellano, occitano y aragonés, diptongación de las vocales breves tónicas latinas /O/, con un único resultado /ue/: puerta, puerte < *porta, cuervu < *corvus, y /E/ con un único resultado /ie/: tierra, tierre < *terra, bien < *bene.

- Como en castellano y frente al aragonés (fuella < *folia, uello < *oculu), occitano (huelha < *folia, uelh < *oculu), antiguo mozárabe (uello < *oculu) y asturleonés (fueya < *folia, güeyu < *oculu), no se desarrolló el diptongo /UE/ de /O/ breve ante L + yod: oju < *oculu, ḥoja < *folia, remoju < *remolliu, rastroju, etc.

- Como en castellano y asturleonés centro-oriental reducción de los antiguos diptongos decrecientes /EI/ y /OU/, aún presentes en el grupo galaico-portugués: moru < *mouru < *maurus, cueru < *cueiru < *corium, vega < *veiga < *vaica.

- Como rasgo típico del grupo asturleonés, tendencia al cierre de -o átona final en -u como marca de género masculino: güelu 'abuelo', ḥondu 'hondo, profundo'. En la variante occidental se produce en sustantivos y adjetivos en masculino singular (salvo nombres de persona), casi todos los numerales y muchos topónimos, verbos y adverbios. En la variante oriental el cierre es masivo y afecta también a los plurales -us, adverbios, verbos, artículos y nombres de persona.

- Como rasgo típico del grupo asturleonés, tendencia al cierre de la -e átona final en -i: En la variante occidental se produce en sustantivos el hombri, la ḥuenti, la lechi y adjetivos valienti, casi todos los numerales sieti, nuevi, onci, venti y muchos topónimos, verbos y adverbios. En la variante oriental el cierre es masivo y afecta también a los plurales -is: lus hombris, las callis, las ciudais, ḥuertis, débilis, adverbios, verbos, artículos y toponimia (Liérganis).

- También en coincidencia con el asturiano oriental (tierre Top. Ḥou sin Tierri, cuerre 'corral', ḥae 'haya' < *fageam , puerte, lleñi < *ligna, culiebre, güerte < *horta, tendencia a la palatalización -a > -e en ejemplos como apueste, cuerre, culiebre, marmite, antuvíe, etc. El fenómeno también se registra en la toponimia La Cuerne (Tudanca), Tombu la Muezque < *morsica (Herrerías) y es común en las cuencas del Besaye, Pas, Pisueñe y Miere.

- Otro rasgo compartido con el grupo asturleonés es la tendencia a la inserción de yod no etimológica: andancia 'epidemia',  ḥarriu < sarriu 'sarro', ariu 'aro'. Tiene como resultado el influjo de cerrar la vocal tónica: pindiu < *pendo 'inclinado', ḥuria < *foria 'diarrea', arrudiar 'rodear'.

#### Consonantismo
- Al igual que ocurre en asturleonés oriental, conservación del sonido consonántico proveniente de /f/ latina (que el castellano ha perdido) como sonido aspirado [h] casi asimilable a [x]: ḥou 'hoyo', ḥarina, ḥebra ‘hebra’, ḥacisca ‘escoba’ < *fascis-ca, ḥedar 'parir', ḥeda < *feta ‘vaca parida’, ḥozar 'hozar'. Esta conservación afecta también a cultismos latinos: ḥalta 'falta’, ḥamilia, ḥotografía, ḥirmar, ḥorasteru, ḥuneral y préstamos de otras lenguas: ḥarpón 'aguijón, arpón', ḥacha 'hacha', ḥucha ‘arcón’, ḥugol 'fútbol'.

- Restos de la palatalización asturleonesa de l- > ll- > y- en lexicalizaciones, como yucia 'piedra pulida' (asturiano llucia < *lucida. Top. So la Llucia Peñarrubia), yobu 'lobo' (Top. Llobera, Otañes), yau 'lago' (Top. Llaguno), yar 'hogar', yoreda 'laurel' (Top. Alfoz de Lloredo), yama, yamaza 'ciénaga', yamber 'lamer', yadre 'ladrón', yapáa 'llamarada', yapiatu 'sorbo, trago', yampa 'lapa', yelda 'levadura' (asturiano llelda < *levita), yabaza 'comida para los cerdos' (asturiano llavaza < *lavatia), yagartu 'lagarto', yende 'linde', yata 'tabla' (Top. Llatazos), soyata 'viga del tejado' (< *sub-lata), yambria 'roca lisa y pulida' (< *lamina), yobetu 'lobezno', yumiacu 'limaco, babosa'. La palatización de l- debió ser un fenómeno mucho más amplio que alcanzó a Las Encartaciones ya en la provincia de Vizcaya en topónimos como El Llago, La Llaguna o Las Llamas, desde hace tiempo en regresión debido a la presión castellanizante.

- Restos de una antigua palatalización asturleonesa de n- > nn- en lexicalizaciones: ñevi 'nieve', ñial 'nido' < *nidalis o ñeru < *nidarius, ñublu 'nublado' < *nubilus, ñalga < *natica, ñudu, etc.

- Frente al castellano, y en coincidencia con el gallego y asturleonés, se conserva el grupo interior -MB- sin reducir: yamber o lamber 'lamer', yombu o lombu 'lomo', camba 'cama del arado', embozáa 'almozada', lomba 'loma', embelga 'amelga', palomba 'paloma'.

- Coincide con el asturiano oriental en la generalización del fenómeno yeísta: /ll/ se pronuncia como [j] /y/: vayi 'valle', yavi 'llave', uyar 'aullar', eyu 'ello', etc.

- Sonidos aspirados provenientes de S: Lo que en ocasiones se ha entendido como aspiración s, es en realidad una palatalización que luego ha resuelto velarizada s > sh > j: jaltu < *shialtu < *saltu, jarriu < *shiarriu 'sarro', jentáu < *shientáu 'sentado', jin < *shiin ‘sin’, jitiembri < *shietiembri < ‘septiembre’, jistiar ‘sestear’, caji ‘casi’, ujanu 'gusano', pejetas, vojotros, dejḥacer, dejacupar, ilija 'iglesia', jerra 'sierra', etc.

- Sonidos aspirados provenientes de CH. El cántabro también aspira el sonido castellano [t∫] ch > sh > j: jija 'chicha, carne', jin 'voz para llamar al cerdo' y jinucu 'cerdito' (< *(go)chinucu, cfr. asturiano chin), japurriar 'chapotear' < *chapurriar, jumar 'chumar'.

- Conversión en líquida /r/ de la siblante postnuclear trabada por oclusiva: derdeḥáu 'dejado', ergranar 'desgranar', ervanecer 'desvanecer', parguatu 'pazguato', rerbalizu 'resbaladizo', ḥirpiu 'aguijón de un insecto' (cfr. asturiano guispiu), argaya 'en abundancia' (cfr. asturiano asgaya), amiergol 'fresa silvestre' (cfr. asturiano amiesga).

- Caída de los grupos latinos GE-, GI-, I-: uncu 'junco' (top. Unquera < *iuncaria), ugu 'yugo' < *iugum, elu/ilu 'hielo' < *gelum, unqui 'yunque', Urde 'Jorge' (top. Santiurde de Reinosa y Santiurde de Toranzo < *sancti georgi, cfr. asturiano Xurde).

- Figuras de dicción como aféresis (esviar), síncopa (caltener, latín caput-tenere), apócope (pindiu), epéntesis (calándriga), vocales paragógigas (rede, ḥoce), metátesis acentuadas (glárima).
- Desplazamientos acentuales: ráiz, máiz, méndigo, cardino.
- Pronombre átono a tónico: el tú prau, la mí jata...
- Formas de imperativo plural en -ái, -éi e -í: coméi (comed), pasái y sentaivos (pasad y sentaos).
- Contracción en + artículo: nel, ena, enos, enas

### Otros rasgos más locales
- En el Pas y zonas limítrofes o de influencia, desarrollo de "y" antihiática. Principalmente en los grupos –íu, –uí, –éa (cuando está acentuada la –e) y, en menor medida –ee, –eí, –ía o –iá. Ej.: diye (día), guiyar (guiar), miyu (mío), friyu (frío), astruyir (destruir), aḥuyir 'huir', riyu (río), tiyu (tío) ruyir (roer), ideye (idea), correye (correa), reyir (reír), creyer (creer). El mismo fenómeno suele afectar a la formación de los plurales o, incluso y más esporádicamente, a los participios: maldayis/maldáis, levantayu/levantáu.

- En el Pas y zonas limítrofes o de influencia, pérdida de la "r" en la 3.ª persona del plural de los pretéritos (-áin, -éin): cazáin 'cazaron', atropain 'recogieron'.

- En el Pas y zonas limítrofes o de influencia, metafonía sistemática ante -u final: caldiru 'caldero', curdiru 'cordero', cuiru 'cuero', cuchu 'cocho, cerdo', zurru 'zorro', muḥu 'musgo' (cfr. asturiano mofu). Es fenómeno común a ciertos dialectos del asturiano central y del habla de Cabrales.

### Léxico[31]
El montañés cuenta con un rico repertorio de vocablos que lo conforman y que encuentran su origen en las lenguas que a lo largo de la historia se han hablado o han influido en el territorio cántabro. Así cronológicamente encontramos léxico de origen:
- Preindoeuropeo. Frecuente en la toponimia. Bárcena, cajiga (prerromana a través del latín cassus o cassinus). Al sufijo -iegu, -iega y a veces -ecu, -eca, casi exclusivos del norte peninsular se les otorga este posible origen.

- Céltico. De pequeña importancia en el campo del léxico, no así en la fonética, pero mayor que en otras lenguas romances como el castellano: acambar 'dar zancadas' (del celt. *kamba 'pierna', fra. jambe, it. gamba), abalejo (celt. abal, manzana), borona (celt. bron), adra (irl. adar). Muchos topónimos tienen posible origen céltico.

- Latín culto y vulgar. Como le corresponde por ser lengua románica, si bien la peculiaridad estriba en que el montañés mantiene formas latinas más puras que sus equivalentes castellanas por el menor grado de evolución: ácere 'arce' < lat. acer, llumiacu (lat. limacus, babosa), esquilu (lat. scurius, ardilla), etc. Además, mantiene términos patrimoniales formados sobre términos latinos perdidos en castellano: landera 'roble pequeño' < lat. glandis 'bellota', lera 'cascajar, arenal del río' < lat. glarea, auslar 'escocer' < lat. ustulare 'arder', espasu 'esparcido' < lat. sparsus, ḥacisca 'escoba' < lat. *fascis-ca, ḥedar 'parir' < lat. fetare, mostelilla 'comadreja' < lat. mustela (cfr. asturiano mustadiella), beyu 'becerro' < lat. vetulus, etc.

- Arcaísmos castellanos. Como consecuencia de la evolución paralela y en permanente contacto e intercambio entre el castellano y el montañés en sus orígenes y el posterior aislamiento del montañés muchas de las formas desaparecidas en castellano aún se conservan en el habla de Cantabria en su forma original o adaptadas a la fonética montañesa. Cabe preguntarse cuántas de ellas son montañesas de origen y prestadas al castellano y viceversa. Los ejemplos son infinitos: asubiar, mancar, sofrir, etc.

- Asturleonés. Lenguas de contacto en la zona occidental y en la cual se circunscribe. El léxico compatido es pues también innumerable: abertal, abondu, amayuela, estaya, argayu, encesu, ensuchu, mirueyu, bígaru, tochu, taja (taya), jarreru (xarreru), orbaju (orbayu), etc.

- Vasco. Las formas más antiguas son puestas en duda, pues muchas de ellas son préstamos del latín en origen (latín cyma, euskera kima, montañés quimba o quima, rama). La mayoría de ellas voces modernas en la jerga marinera de la zona oriental y de los canteros trasmeranos: chacurro (eusk. txakurra, perro), arpicol (eusk. arpiko, cincel), etc.

### Muestra textual
Extracto de L'últimu home (Miguel Solís Santos) en el original asturiano
Un españíu fizo tremar el fayéu. El ñarbatu esnaló lloñe. L'esguil espaeció nel ñeru. Hebo otru españíu, y darréu otru. L'home, entós, mientres cayía coles manes abiertes, los güeyos nel infinitu y el so cuerpu remanando per tolos llaos abonda sangre, glayó una pallabra, una pallabra namás, que resonó y güei sigue resonando na viesca y en toa Asturies: «¡Llibertá!».
Versión en asturiano oriental
Un españíu h.izo temblar el h.ayéu. El miruellu voló alluendi. L'esguilu despaeció nel nial. Hebo otru españíu, y darréu otru. L'hombre, entós, mientras cayía conas manes abiertas, los oyos nel infinitu y el su cuerpu remaneciendo per tolos llaos sangre abondu, gritó una pallabra, una pallabra namás, que tingló y hui sigui tinglando ena viesca y en toa Asturias: «¡Llibertá!».
Traducción al montañés o cántabro
Un españíu jizo temblar el jayal. El miruellu voló largu. L'esquilu jospó nel ñial. Hebo otru españíu, y darréu otru. L'hombri, entós, mientris cayía conas manos abiertas, los ojos nel sinfinitu y el su cuerpu esvarciando por tolos llaos sangri n'abondu, glarió una parabra, una parabra namás, que retingló y hui sigui retinglando ena viesca y en toa Asturias: «¡Libertá!».
Traducción al castellano
Un estallido hizo temblar el hayedo. El mirlo voló lejos. La ardilla desapareció en el nido. Hubo otro estallido, y luego otro. El hombre, entonces, mientras caía con las manos abiertas, los ojos en el infinito y su cuerpo vertiendo por todas partes mucha sangre, gritó una palabra, sólo una palabra, que resonó y hoy sigue resonando en el bosque y en toda Asturias: «¡Libertad!».
En la celebérrima novela de José María de Pereda Peñas Arriba, abundan extensos pasajes en los que se refleja el habla montañesa en el valle de Tudanca:
| Amañandu aqueyu | Arreglando aquello |
| --- | --- |
| «a las primeras celleriscas que vengan, o a la primera res que jocique una miaja pa lamberse estus verdinis, se esborrega el moríu por aquí». | «a las primeras ventiscas que vengan, o a la primera res que hociquee un poco para lamer estos verdines, se desmorona el muro por aquí» |